# Schönenwerd
Schönenwerd – miejscowość i gmina w północnej Szwajcarii, w kantonie Solura, w jednostce administracyjnej (Amtei) Olten-Gösgen, w okręgu Olten. Leży nad rzeką Aare.

## Demografia
W Schönenwerd mieszka 5 108 osób. W 2021 roku 38,4% populacji gminy stanowiły osoby urodzone poza Szwajcarią.

## Transport
Przez teren gminy przebiegają drogi główne nr 5 i nr 265.